# 達貝爾群島
66°23′S 65°58′W / 66.383°S 65.967°W
達貝爾群島（英語：Darbel Islands），是南極洲的群島，位於葛拉漢地西岸的盧貝海岸，從貝盧角一直延伸9公里至達貝爾灣，在1930年由英國研究隊繪入地圖，現時由南極條約體系管理。